# 空殼嶼
空殼嶼，為台灣澎湖縣的一個島嶼。島嶼位置在西嶼鄉小門嶼北方約4公里處，白沙鄉姑婆嶼西南方約6公里處，為一浮水岩礁。該島附近潮流伴隨大量浮游生物，故擁有許多大魚，吸引不少釣客來此磯釣。該島亦擁有許多天然紫菜，採收權由白沙鄉赤崁村擁有。
空殼嶼並未被列入的2005年澎湖縣島嶼數量研究案中的90島中，但其面積之大，很明顯達到國際海洋公約對於島嶼的標準（四面環水並在高潮時高於水面的自然形成的陸地區域）。